# Milda, Saale-Holzland
Milda là một đô thị thuộc huyện Saale-Holzland, trong bang Thüringen, Đức. Đô thị Milda, Saale-Holzland có diện tích 22,08 km².